# Byaladakere, Kunigal
Byaladakere là một làng thuộc tehsil Kunigal, huyện Tumkur, bang Karnataka, Ấn Độ.